# Gustav Behrens (Prähistoriker)

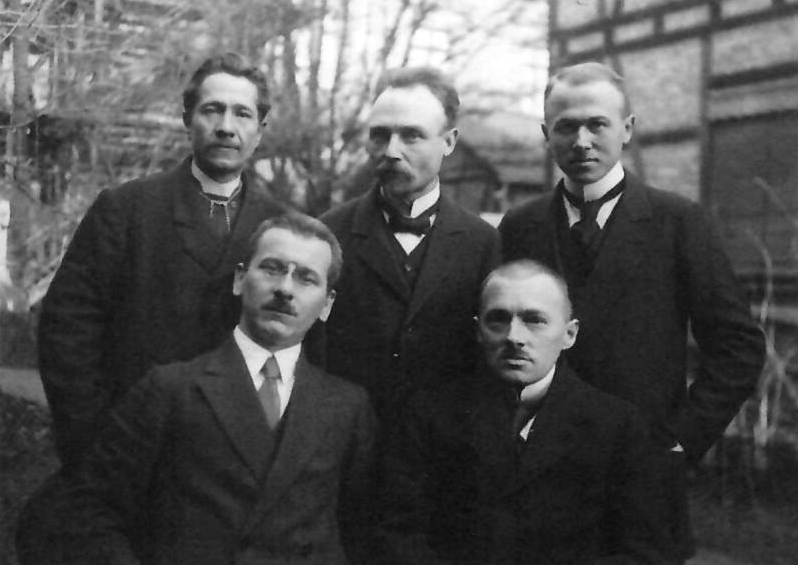
Gustav Behrens (vorne rechts) mit Kollegen (unter anderem Peter Thaddäus Keßler (hinten links) und Friedrich Behn (vorne links)). Aufnahme von 1918

Gustav Behrens (* 18. Oktober 1884 in Birkenfeld; † 20. August 1955 in Mainz) war ein deutscher Prähistoriker.

## Leben
Er war der Sohn des Sparkassenverwalters August Behrens und studierte Klassische Philologie und Klassische Archäologie in Marburg, Bonn, Berlin und Göttingen. 1909 promovierte er mit dem Thema Quaestiones metricae. Nach der Promotion wurde er Volontär am Römisch-Germanischen Zentralmuseum (RGZM) in Mainz und 1911 Assistent ebenda. Ab 1922 fungierte er als Bodendenkmalpfleger für Rheinhessen. 1927 wurde Behrens Erster Direktor des RGZM.

## Ehrungen
- 1952: Großes Verdienstkreuz der Bundesrepublik Deutschland

## Schriften (Auswahl)
- mit Heinrich Baldes: Birkenfeld. Sammlung des Vereins für Altertumskunde im Fürstentum Birkenfeld (= Kataloge west- und süddeutscher Altertumssammlungen. 3, ZDB-ID 991352-X). Baer, Frankfurt am Main 1914
- Bronzezeit Süddeutschlands (= Kataloge des Römisch-Germanischen Centralmuseums. 6, ZDB-ID 983841-7). Wilckens, Mainz 1916.
- Bingen. Städtische Altertumssammlung (= Kataloge west- und süddeutscher Altertumssammlungen. 4). Baer, Frankfurt am Main 1920.
- Bodenurkunden aus Rheinhessen. Bilderheft zur Vor- und Frühgeschichte Rheinhessens. Band 1: Die vorrömische Zeit. Schneider, Mainz 1927.
- Römische Anlagen auf dem Domhügel auf Grund des Protokolls und der zeichnerischen Aufnahmen der Ausgrabungen von Ph. Brand. In: Rudolf Kautzsch: Der Dom zu Worms = Denkmäler deutscher Kunst.Deutscher Verein für Kunstwissenschaft, Berlin 1938, Textband S. 51–64 – Tafelband 1, Taf. 2–9, 23.
- Germanische und gallische Götter in römischem Gewand (= Wegweiser des Zentralmuseums für Deutsche Vor- und Frühgeschichte in Mainz. 18, ZDB-ID 984144-1). Wilckens, Mainz 1944.
- Merowingerzeit. (Original-Altertümer des Zentralmuseums in Mainz) (= Kataloge des Römisch-Germanischen Zentralmuseums. 13). Schneider, Mainz 1947.